# Vervoerdienst
Een vervoerdienst is een dienst die het vervoer van personen, dieren en/of roerende goederen verzorgt. Voorbeelden hiervan zijn treindiensten, busdiensten, taxidiensten, veerdiensten, luchtvaartdiensten en postdiensten.
Ook een telecommunicatiedienst kan worden beschouwd als een vervoerdienst; er wordt op basis van een dienst informatie verplaatst. In dit geval vindt de verplaatsing plaats in het virtuele domein.